# Dino Sani
Dino Sani (* 23. Mai 1932 in São Paulo) ist ein ehemaliger brasilianischer Fußballspieler und -trainer. Er spielte im Mittelfeld. Sein größter Erfolg war der Gewinn der Fußball-Weltmeisterschaft 1958.

## Nationalmannschaft
Zwischen 1957 und 1966 bestritt Dino Sani 15 Länderspiele für die brasilianische Nationalmannschaft und erzielte ein Tor. Er wurde 1958 Weltmeister und kam während des Turniers zweimal zum Einsatz. 

## Erfolge

### Als Spieler
Palmeiras
- Torneio Rio-São Paulo: 1951

São Paulo
- Staatsmeisterschaft von São Paulo: 1957

Nationalmannschaft
- Fußball-Weltmeisterschaft: 1958

AC Mailand
- Serie A: 1961/62
- UEFA Champions League: 1962/63

Corinthians
- Torneio Rio-São Paulo: 1966

### Als Trainer
Internacional
- Staatsmeisterschaft von Rio Grande do Sul: 1971, 1972, 1973

Peñarol
- Primera División (Uruguay): 1978, 1979